# Дональд Говард Мензел
Дональд Говард Мензел (англ. Donald Howard Menzel; 11 квітня 1901 — 14 грудня 1976) — американський астроном, член Національної АН США (1948).

## Життєпис
Родився у Флоренсі (штат Колорадо). 1920 року закінчив Денверський університет, отримав спеціальність хіміка. Потім працював у Принстонському університеті, прослухав там курс астрофізики, який викладав Г. Н. Рассел. У 1924—1926 роках викладав в університетах штатів Індіана, Огайо і Каліфорнійському, упродовж 1926—1932 років працював у Лікській обсерваторії, з 1932 року — у Гарвардському університеті (у 1935—1971 роках — на посаді професора, у 1952—1966 роках — директор, з 1966 року — почесний директор Гарвардської обсерваторії).
Основні наукові праці присвячені фізиці атмосфер Сонця і зірок, фізики газових туманностей. У Лікській обсерваторії виконав перше детальне дослідження сонячної хромосфери на основі теорії утворення ліній поглинання і випромінювання (за спектрами, отриманими В. В. Кемпбеллом під час чотирьох повних сонячних затемнень). Визначив вміст хімічних елементів у хромосфері, показав, що фізичні умови в ній істотно відрізняються від умов у фотосфері (висока температура, висока ступінь збудження атомів). Розробив новий теоретичний підхід до вивчення будови хромосфери. Вивчав будову протуберанців і рух речовини в них, фізичну природу сонячних плям, походження сонячних спалахів. Брав участь у спостереженнях 16 повних сонячних затемнень. Незалежно від Г. Занстри розробив у 1926 році метод визначення температур ядер планетарних туманностей. У великому циклі робіт «Фізичні процеси в газових туманностях», проведених в 1937—1945 роках спільно з Л. Г. Аллером, Дж. Бейкером та іншими, заклав основи кількісного аналізу небулярних спектрів. Виконав розрахунки інтенсивностей ліній, розвинув теорію переносу випромінювання в туманностях, розглянув вплив інших атомів, крім водню, на температуру планетарної туманності. Досліджував спектри кількох нових зірок (спільно з С. Г. Пейн-Гапошкіною), затемнену змінну ζ Візничого. Низка робіт належить до теорії атомних спектрів, хімії, фізики земної атмосфери. У роки другої світової війни займався вивченням поширення радіохвиль, його добових і сезонних варіацій, впливу на нього сонячної активності, брав участь у створенні Центральної лабораторії розповсюдження радіохвиль в Національному бюро стандартів.
Великі заслуги Мензела як організатора науки. За його ініціативою було створено дві високогірні обсерваторії для вивчення Сонця — в Клаймаксі (штат Колорадо) і Сакраменто-Пік (штат Нью-Мексико). Під керівництвом Мензела Гарвардська обсерваторія перетворилася на великий центр радіоастрономічних і космічних досліджень. Він був ініціатором переводу Смітсонівської астрофізичної обсерваторії з Вашингтона в Кембридж, де вона стала однією з найбільших обсерваторій у світі. Надалі Гарвардська і Смітсонівська обсерваторії злилися, утворивши Гарвардсько-Смітсонівський центру астрофізики.
Автор низки широко відомих науково-популярних книг: «Літаючі блюдця» (1953), «Наше Сонце» (1959), «Огляд Всесвіту» (спільно з Ф. Л. Віппл, Ж. де Вокулер, 1970).
Президент Американського астрономічного товариства, президент Комісій N 13 «Сонячні затемнення» (1948—1955) та N 17 «Луна» (1964—1967) Міжнародного астрономічного союзу, очолював робочу групу Міжнародного астрономічного союзу з місячної номенклатури (1967—1975).
Премія ім. П. Ж. С. Жансена Французького астрономічного товариства (1976).